# Finnair
Finnair — найбільший авіаперевізник у Фінляндії, який здійснює як внутрішні, так і міжнародні рейси. Входить до альянсу «Oneworld».

## Історія

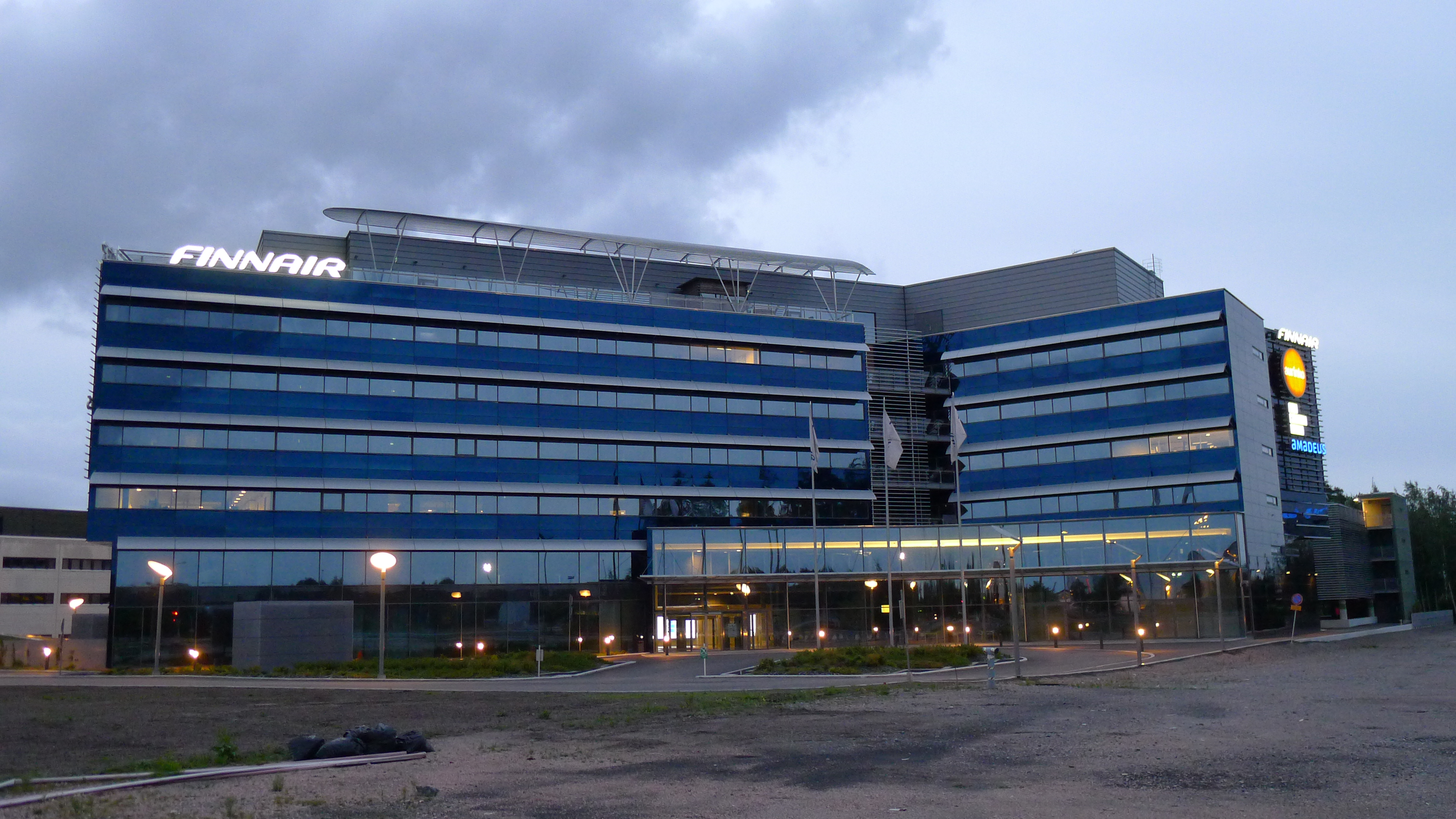
Штаб-квартира «Finnair»

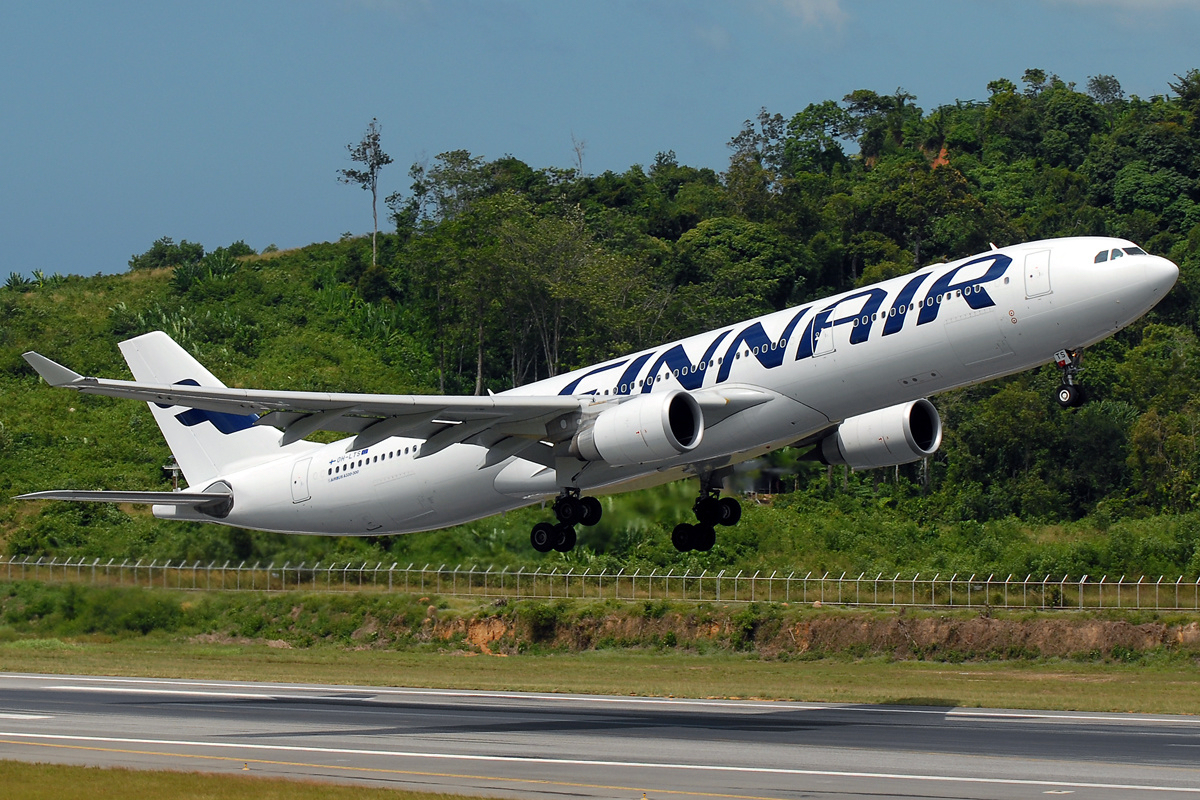
«Finnair» Airbus A330-302E Prasertwit-2

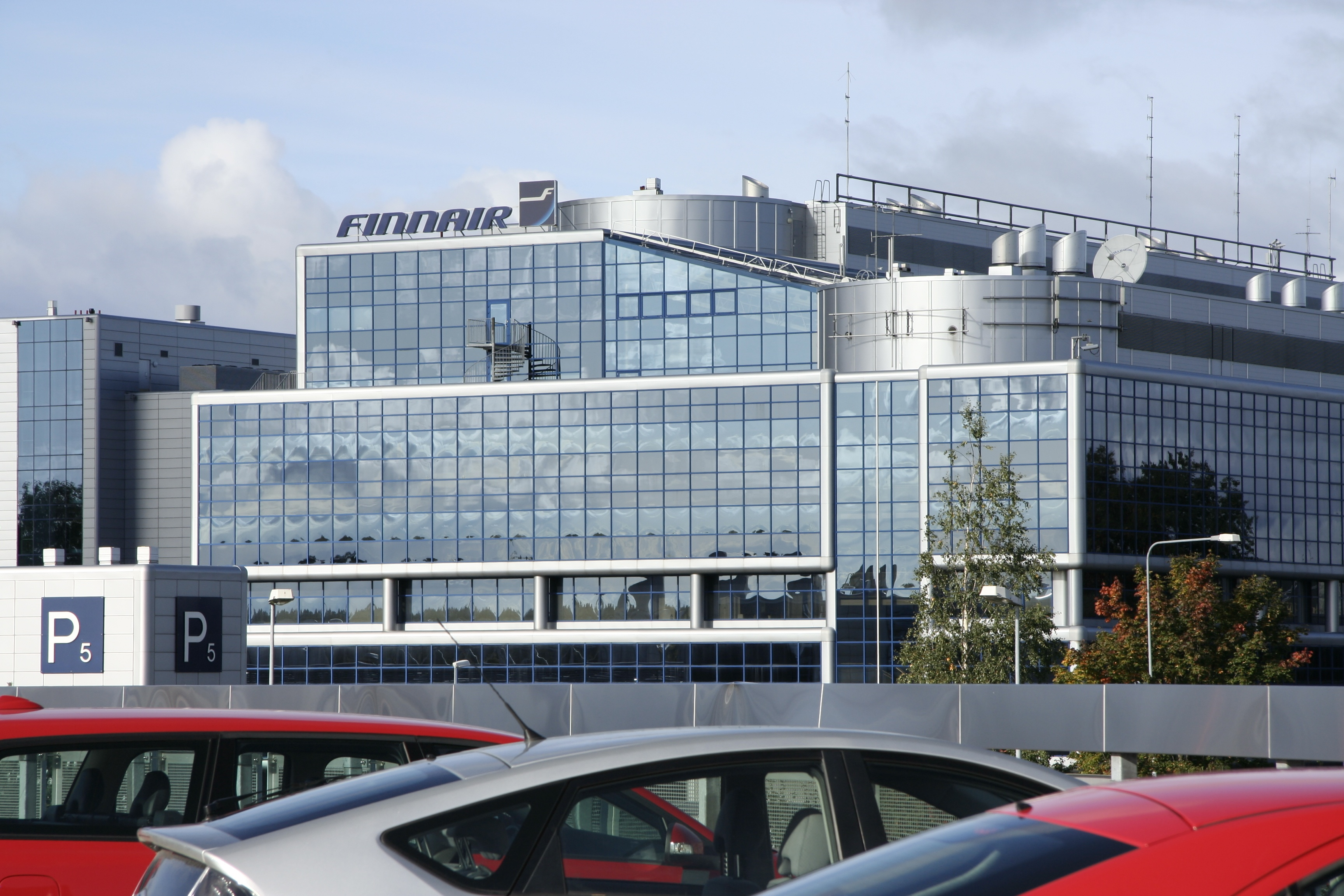
Гельсінкі-Вантаа

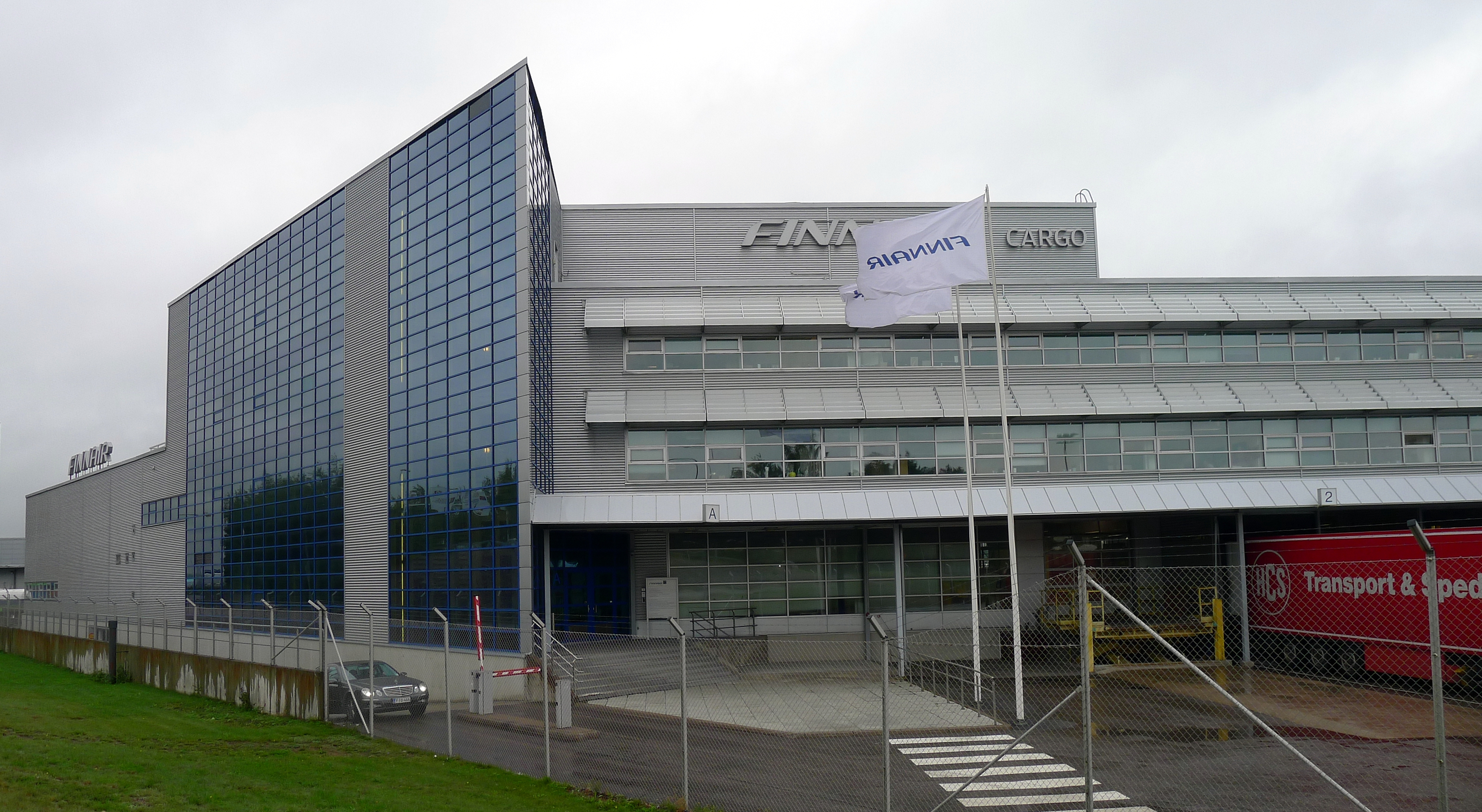
Термінал «Finnair»

«Finnair» — у Європі одна з найстаріших авіакомпаній; заснована в 1923 році як «Aero O/Y». Перший рейс проведено 20 березня 1924, з місто Хельсінкі в м. Таллінн.
Першим літаком авіакомпанії «Finnair» — німецький гідролітак Junkers F13, наданий фірмою «Junkers» (тоді «Junkers Flugzeugwerke AG»), в обмін на 50% акцій нової компанії. Період, що охоплює «Зимову війну» і Другу світову війну, виявився для компанії виключно важким. Особливо на тлі того, що половина її літакового парку була реквізована урядом Фінляндії для військових цілей. У 1946 році уряд країни викуповує контрольний пакет акцій «Aero O/Y», поступово доводячи компанію до рівня найбільшою в країні. Наприкінці 1947 року рейси здійснюються вже практично по всіх країнах Європи. У 1951 році вперше було використано назву «Finnair», що остаточно закріпилася за компанією 25 червня 1968. У 1951 році парк «Finnair» уперше поповнився реактивним літаком «SE-210 Caravelle», виробництва французької «Sud Aviation», оснащений двигунами «Rolls-Royce Avon». А 15 травня 1969 був здійснений перший трансатлантичний рейс до Нью-Йорка. У 1991 році «Finnair» стала першою компанією, що почала здійснювати прямі рейси з Європи в Токіо, через Сибір. 

## Сьогодення
«Finnair» — великий транснаціональний концерн, що функціонує не тільки в сфері авіаперевезень, але і в туристичному, готельному та ресторанному бізнесах. Він володіє контрольними пакетами акцій фінських авіаперевізників «Kar-Air» і «Finnaviation»: донині контрольний пакет акцій «Finnair» (з 1997 року її повна назва виглядає як «Finnair Oyj») належить уряду Фінляндії. Представництво авіакомпанії розташоване в Гельсінкі, базовий аеропорт компанії — Гельсінкі-Вантаа (фін. Helsinki-Vantaan). Авіаційний парк авіакомпанії «Finnair» налічує більше 60 літаків, у тому числі і найсучасніші: основу повітряного парку складають літаки Airbus, Boeing і Embraer. Середній вік літаків у флоті Finnair — 6 років, при цьому найстаріші авіалайнери «Boeing-757» (використовуються на чартерних рейсах), а найновіші — «Embraer-190» . Авіакомпанія здійснює регулярні рейси до 50 країн світу, внутрішні рейси по 22 маршрутах, а також виконує далекомагістральні рейси в США, Канаду, Сінгапур, Ханой, Токіо. Наприкінці 2010 року компанія розпочала ребрендинг, мета якого — стати до 2020 року найбільшою авіакомпанією в Північній Європі. Основний упор робиться на рейси між Європою і Азією.

## «Finnair» в Україні
Україна досить тривалий час співпрацює з Фінськими авіалініями. Офіційне українське представництво «Finnair» знаходиться в Києві. Починаючи з березня 2012-го року, «Finnair» закрило свій рейс з Києва в Гельсінкі (після її відходу перельоти по даному маршруту здійснюються літаками «Міжнародних авіаліній України»).

## Фінансові показники

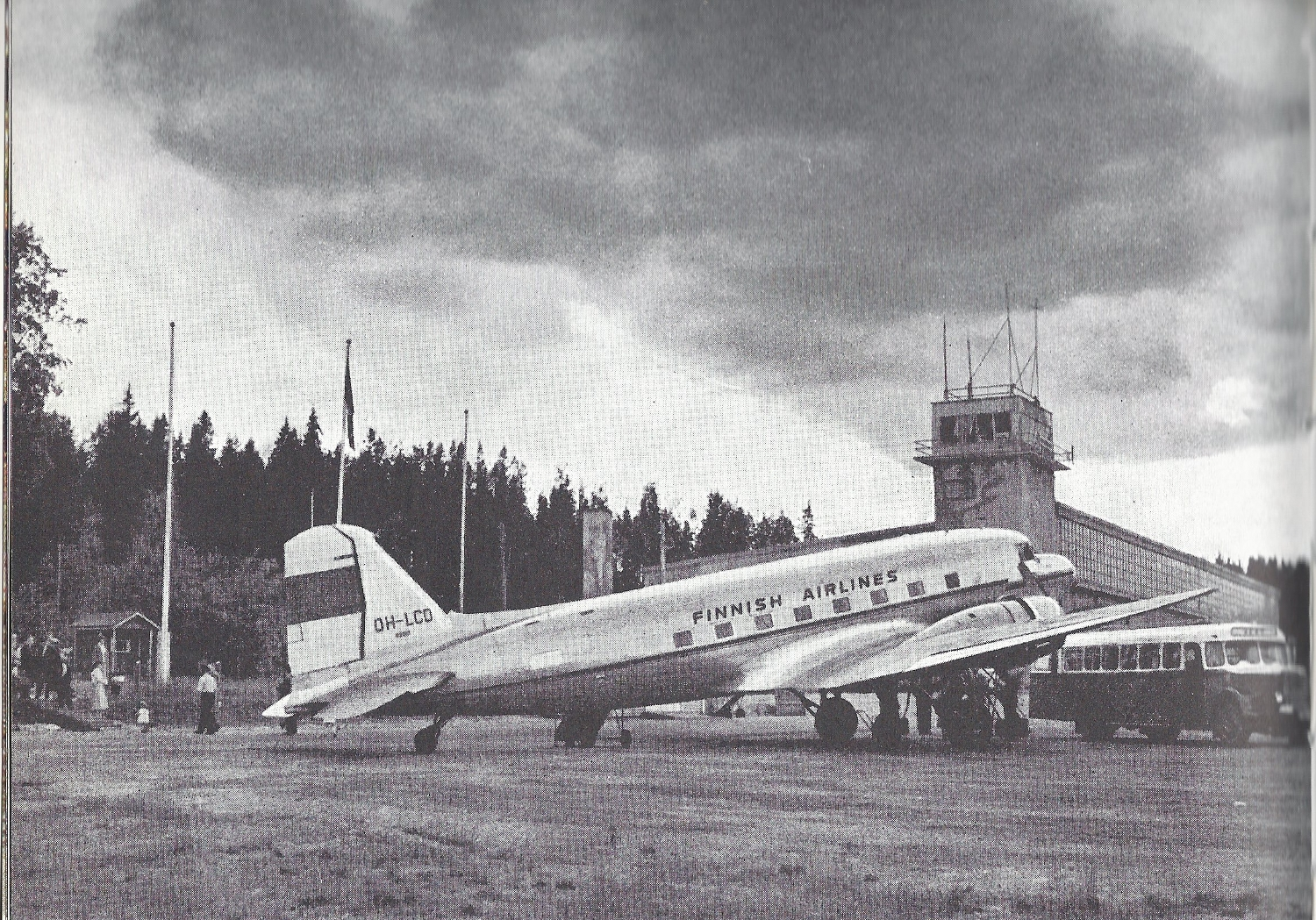
DC-3 в аеропорті Ювяскюля, 1959 рік

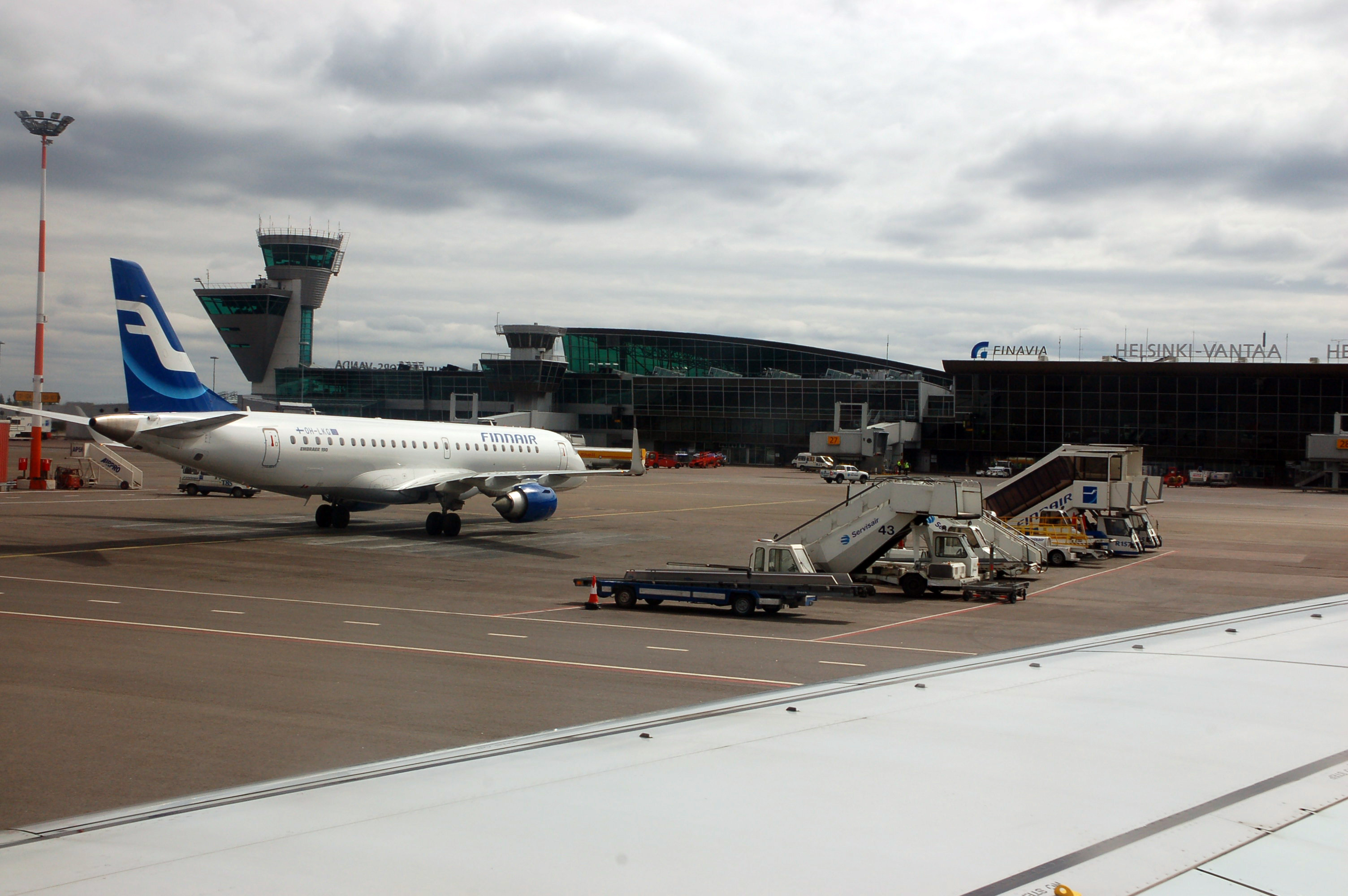
Embraer 190 в аеропорту «Гельсінкі-Вантаа»

У 2012 р. прибуток «Finnair» склав 11,8 млн євро проти збитку 87,5 млн євро в 2011 р. Виручка «Finnair» за цей же рік зросла на 8,5% до 2,45 млрд євро. Авіакомпанія перевезла 8,7 млн пасажирів. Це на 9,5% більше результатів 2011 року.

## Репутація
«Finnair» зараховують до найнадійніших авіакомпаній світу: неодноразово визнавали найбезпечнішою авіакомпанією Європи, а за підсумками минулого року німецьке бюро JACDEC назвало її найбезпечнішою в світі. З 1963 року не було жодної серйозної аварії з людськими жертвами, а спроба викрадення літака, здійснена на початку 80-х, обійшлася без жертв. Останньою авіакатастрофою за участю лайнера цієї компанії став крах літака DC-3 8 листопада 1963 року. Тоді жертвами трагедії стали 22 людини, а вижили тільки 2 пасажири і стюардеса. Катастрофа відбулася на підльоті до міста Марієхамн на південному заході Фінляндії.

## Скандал з плагіатом картини Марії Примаченко
В кінці травня 2013 року «FinnAir» був утягнутий у скандал з плагіатом картини української художниці Марії Примаченко. Авіаперевізник, який співпрацює з фінською компанією «Марімекко», наніс на один зі своїх літаків «Аеробус A330», який здійснює рейси до Нью-Йорку та Далекого Сходу, малюнок, дуже схожий на роботу Марії Примаченко 1961 року «Щур у дорозі». Малюнок був «розроблений» дизайнером компанії «Марімекко», яка визнала факт плагіату і вибачилися за цей інцидент. Прес-служба авіакомпанії, за повідомленням «Associated Press», пообіцяла максимально швидко прибрати скандальне зображення зі своїх літаків. За опитуванням у соціальній мережі Facebook переважна більшість українців хотіла б, щоб зображення Марії Приймаченко не зникало з літаків «Finnair». Люди наполягають, що було б добре просто вказати прізвище української народної художниці поряд із зображенням казкового лісу на літаку.

## Код-шерінг
«Finnair» має угоди про код-шерінг з такими авіакомпаніями:
- Aeroflot
- Air China
- Air France
- American Airlines[10]
- Alaska Airlines
- Bangkok Airways
- Belavia
- Braathens Regional Airways
- British Airways
- Cathay Dragon[11]
- Cathay Pacific
- Czech Airlines
- Flybe
- Iberia
- Icelandair
- Japan Airlines
- Jetstar Asia Airways
- Malaysia Airlines
- Nextjet
- Qantas
- Qatar Airways
- SriLankan Airlines
- TAP Air Portugal
- Vietnam Airlines
- Widerøe[12]

## Флот

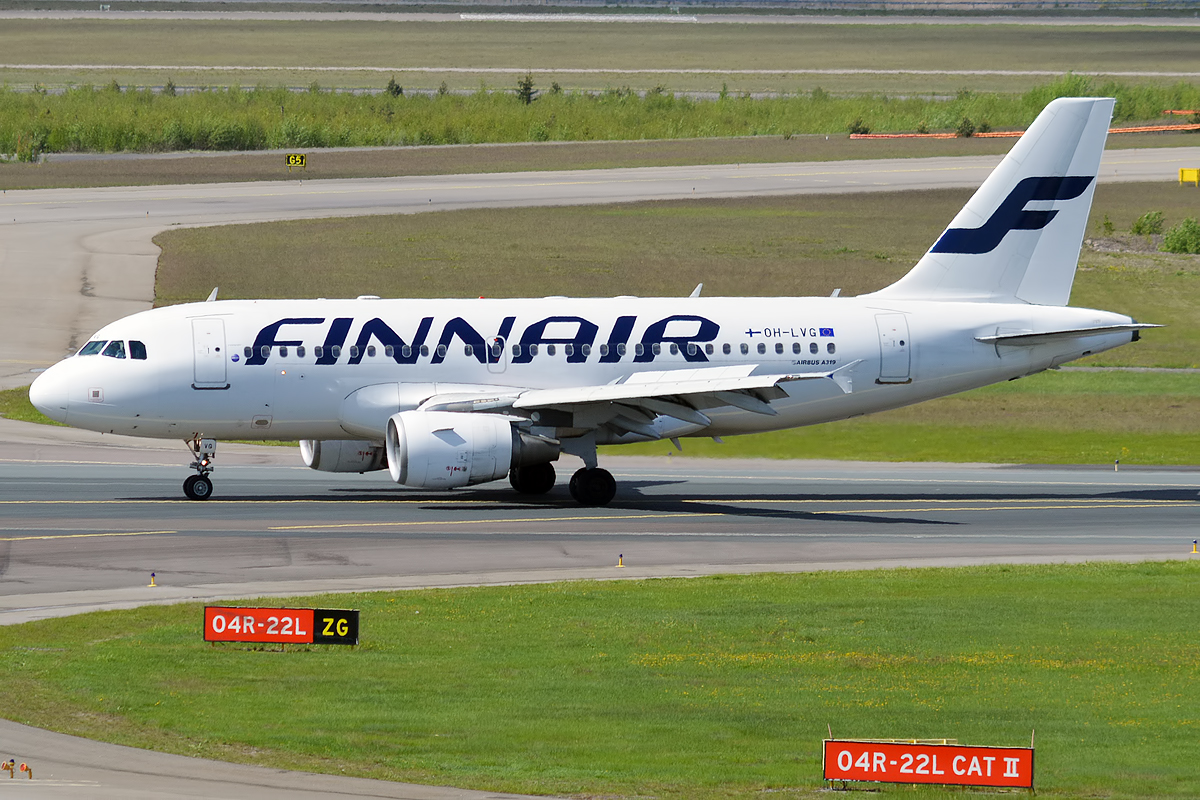
Airbus A319-100

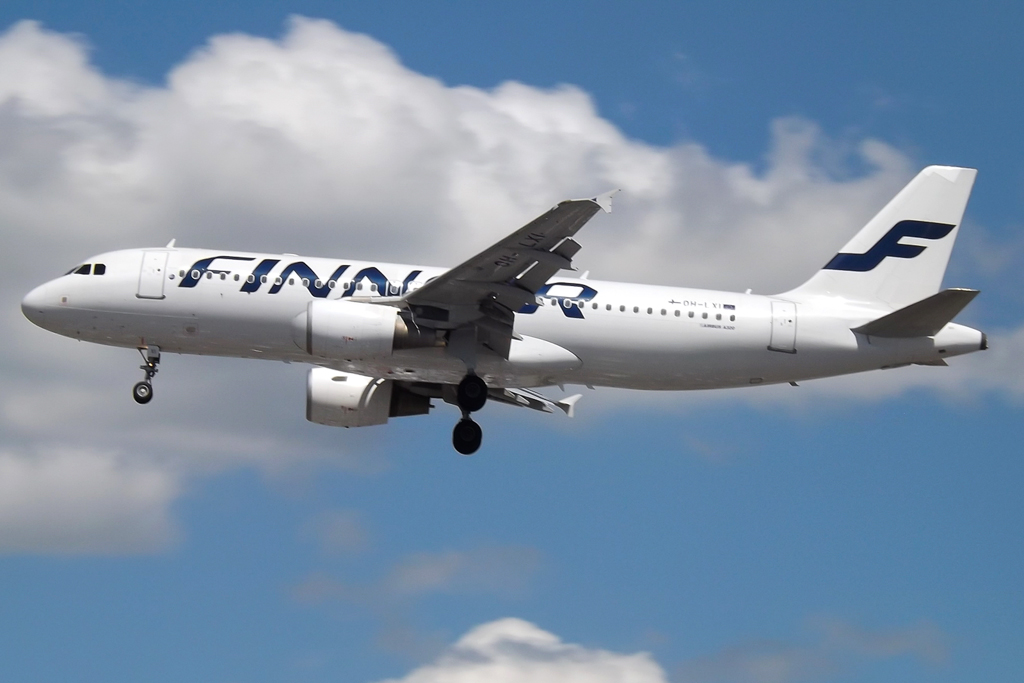
Airbus A320-200

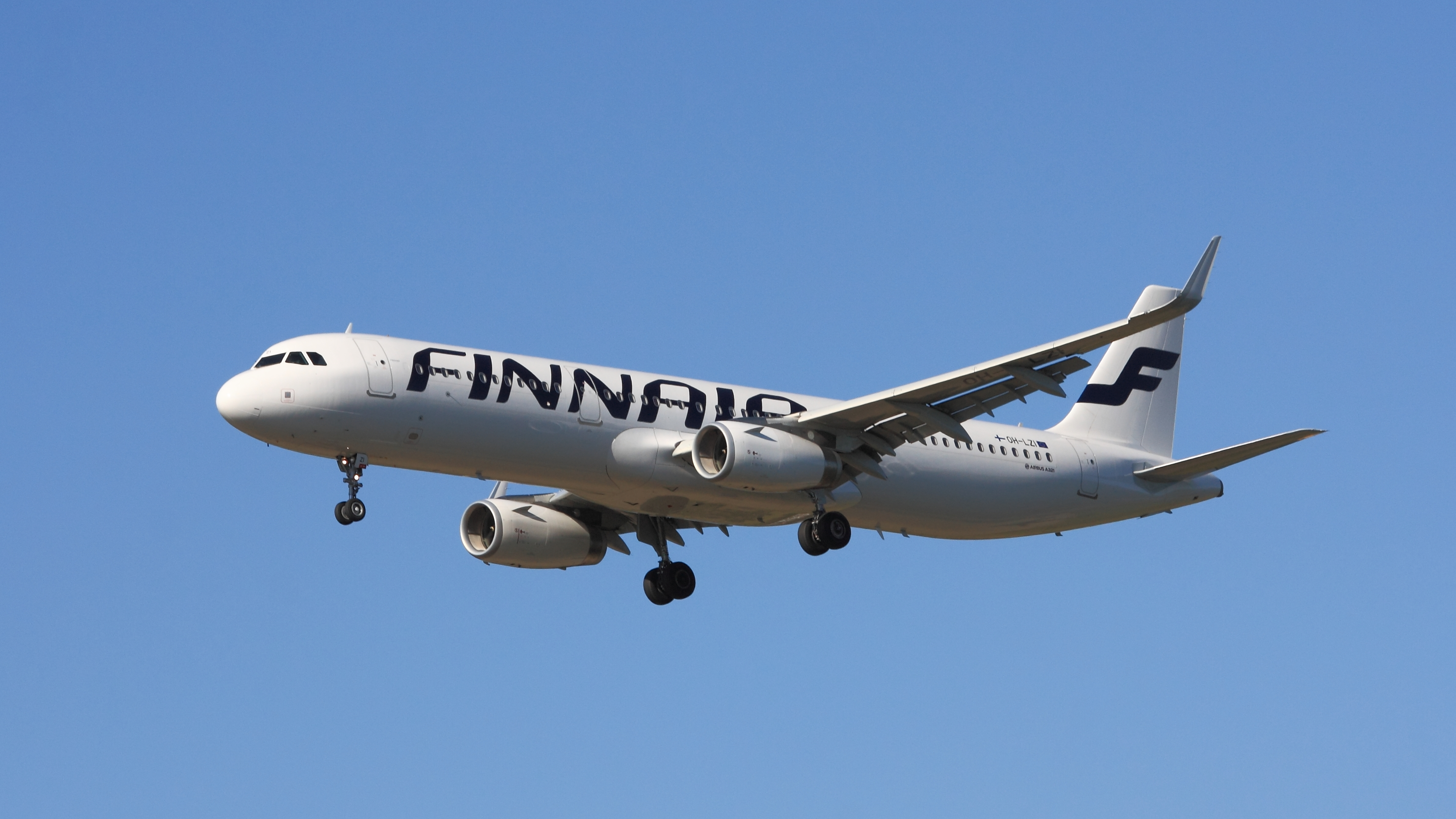
Airbus A321-200

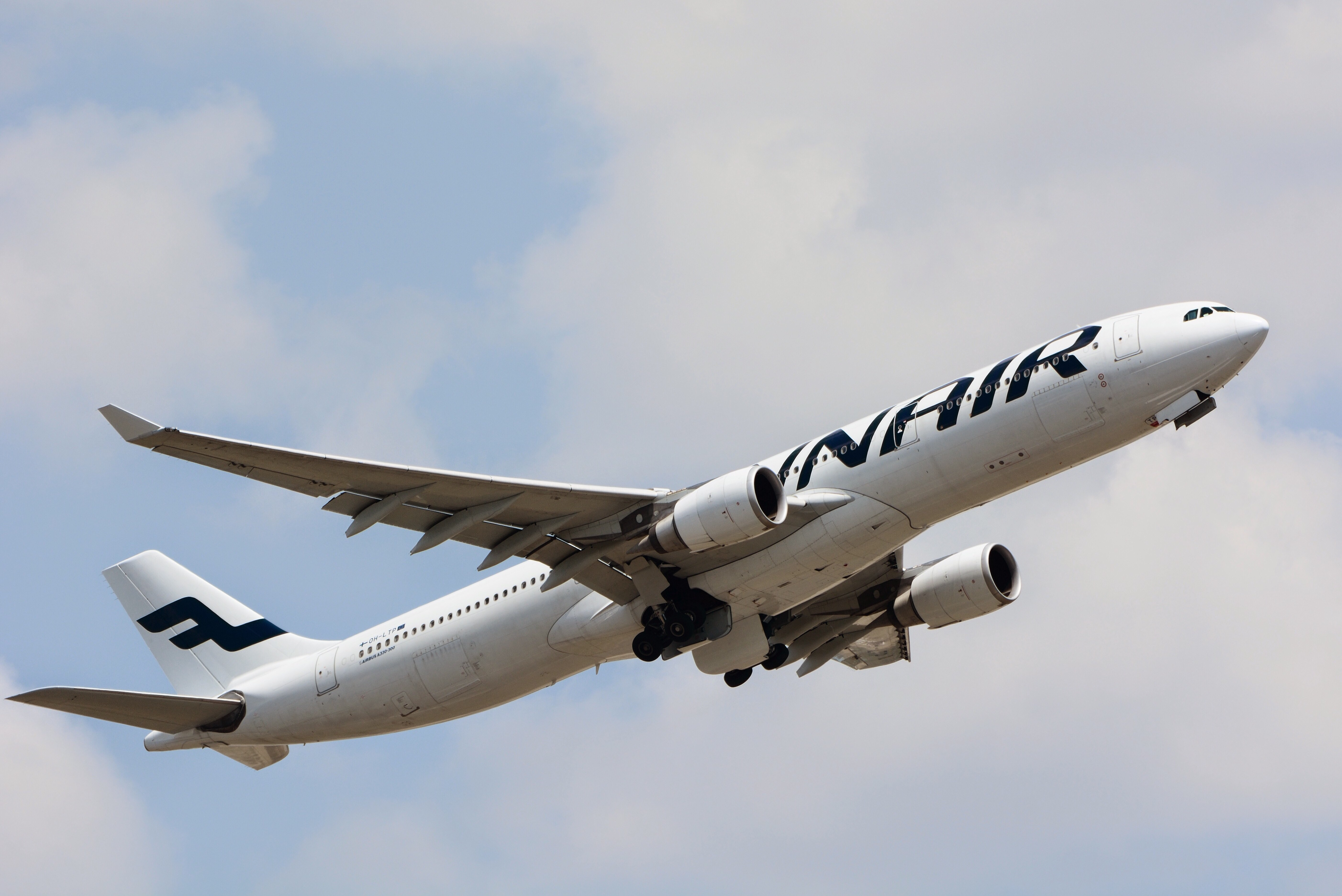
An Airbus A330-300 departs at Tokyo (Narita)

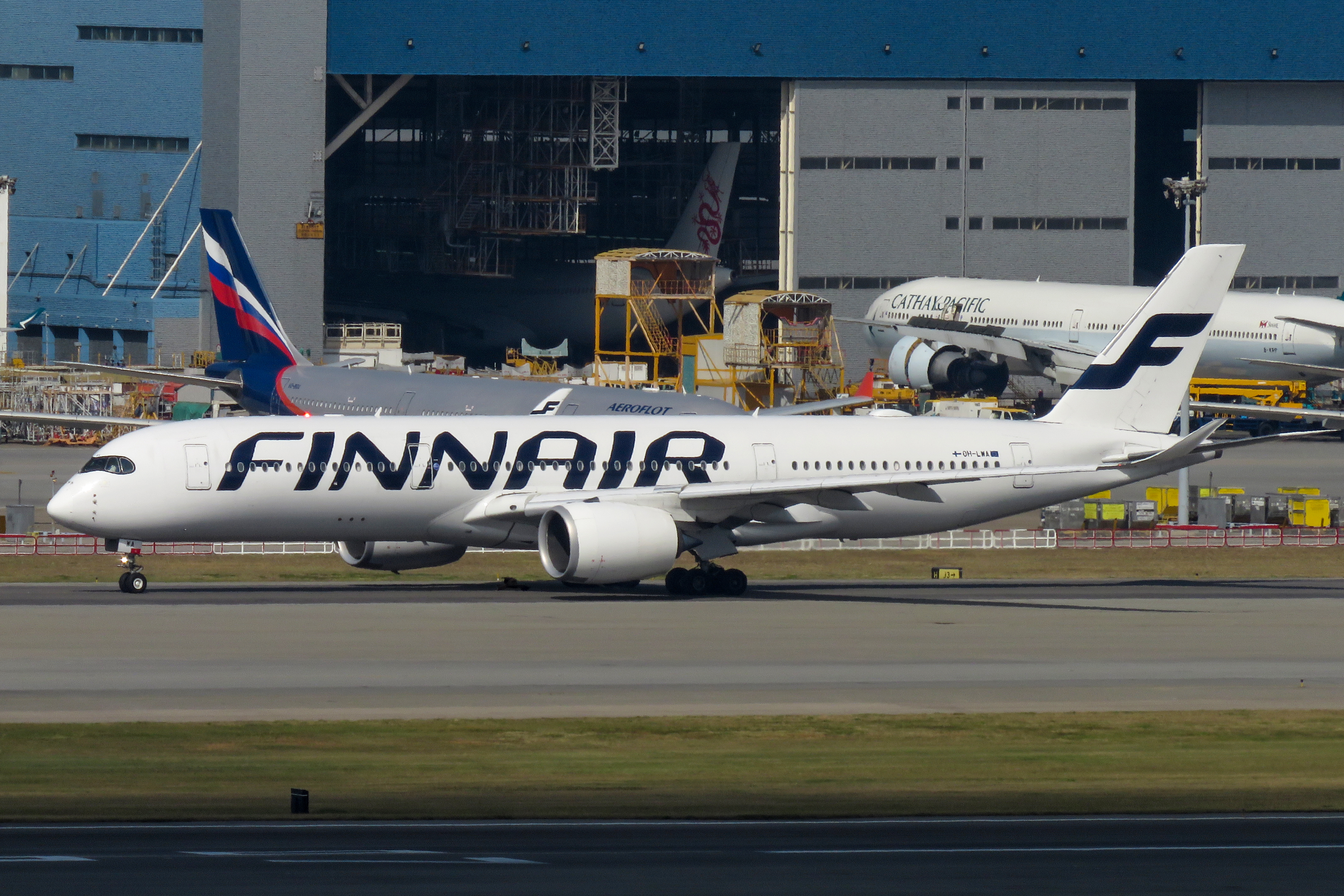
Finnair's first Airbus A350-900 (OH-LWA)

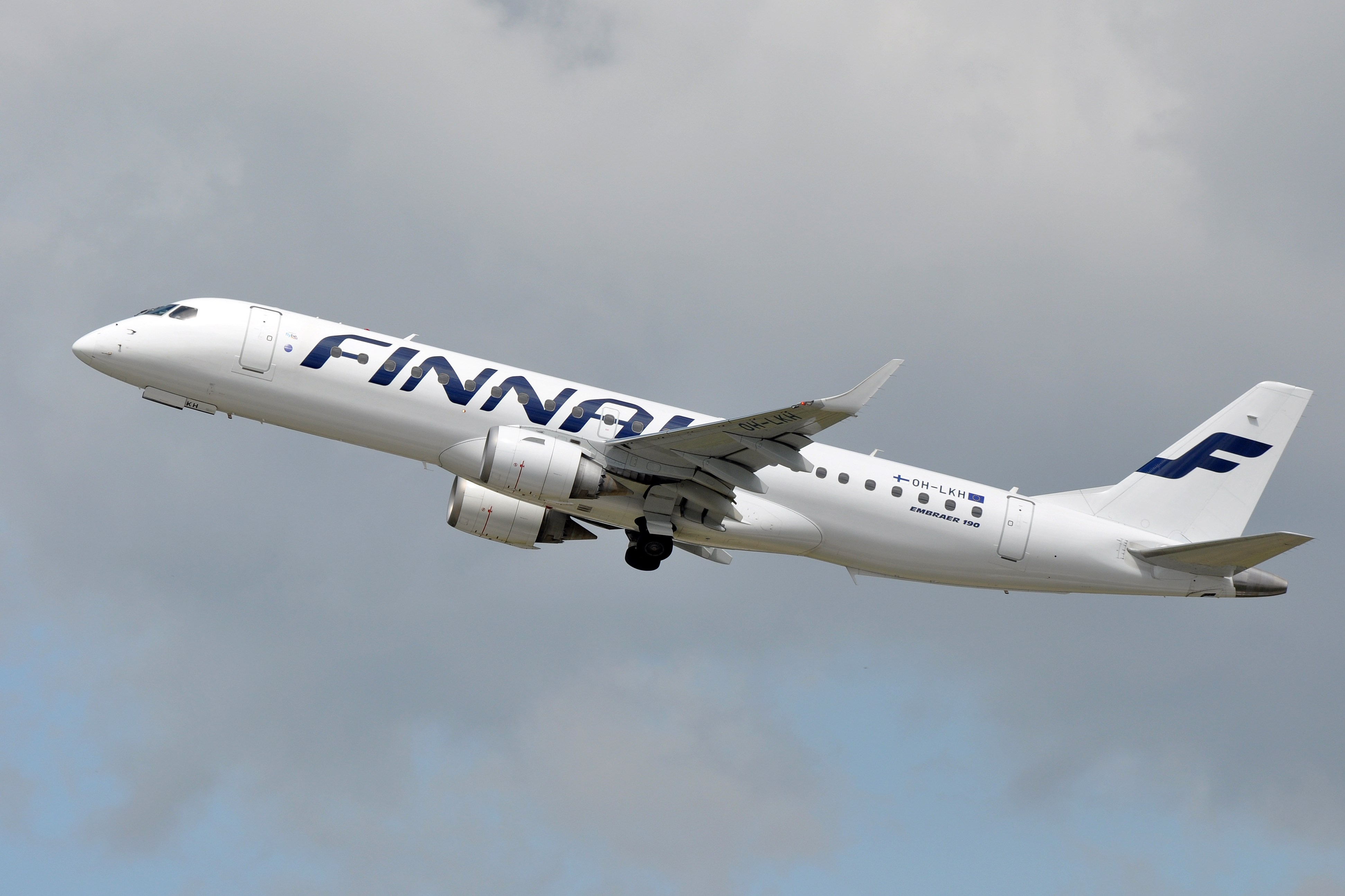
Embraer E190 operated by Nordic Regional Airlines

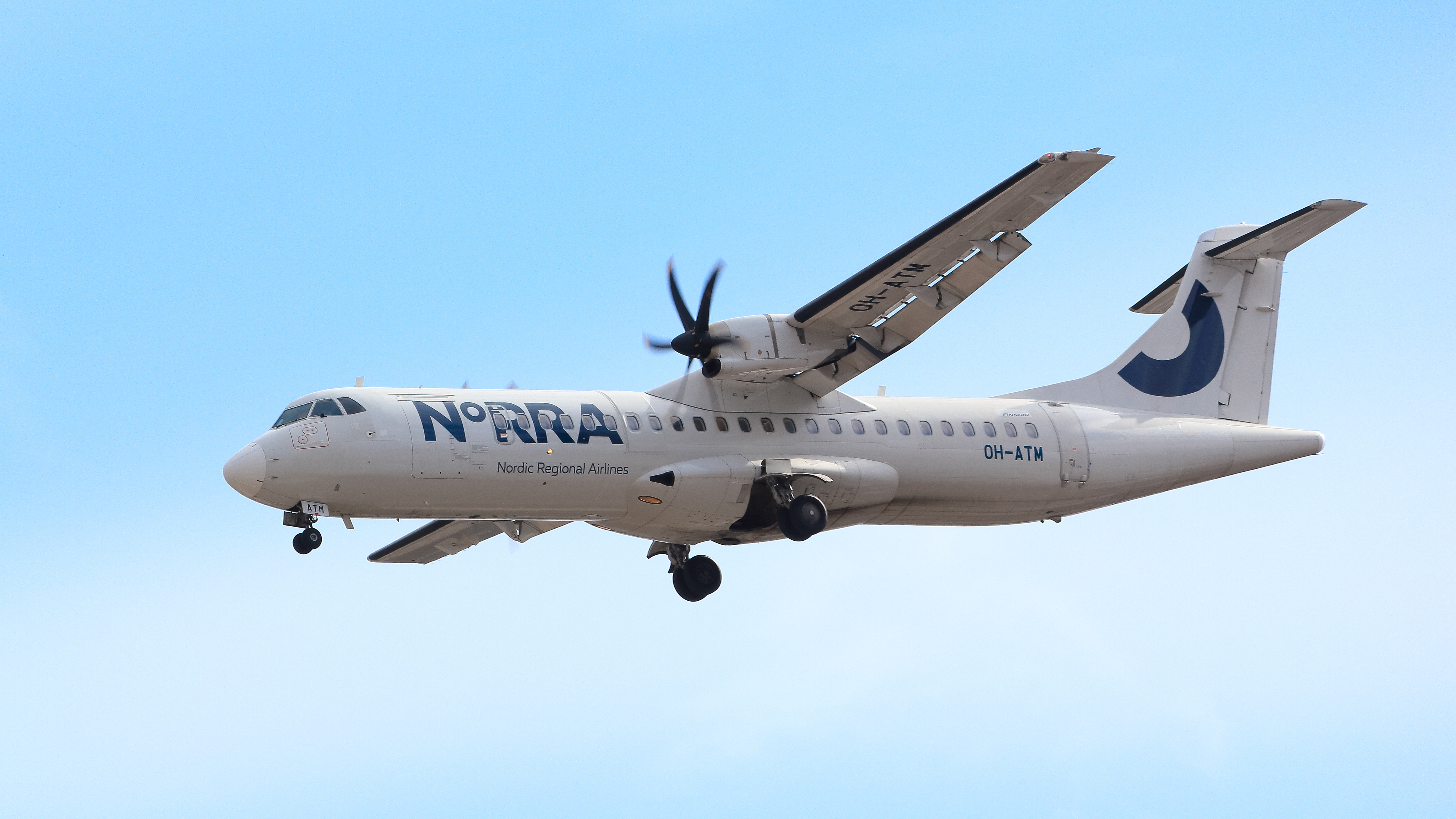
A Nordic Regional Airlines ATR 72-500 aircraft in the new livery

Флот Finnair на листопад 2017:
| Тип             | В дії | Замовлено | Пасажирів | Пасажирів | Пасажирів | Пасажирів | Пасажирів | Примітки                                                   |
| Тип             | В дії | Замовлено | J         | W         | Y         | Разом     | Refs      | Примітки                                                   |
| --------------- | ----- | --------- | --------- | --------- | --------- | --------- | --------- | ---------------------------------------------------------- |
| Airbus A319-100 | 8     | —         | 14        | —         | 124       | 138       | [ 15 ]    | Списання до 2022                                           |
| Airbus A320-200 | 11    | —         | 14        | —         | 151       | 165       | [ 17 ]    | Списання до 2022                                           |
| Airbus A320-200 | 11    | —         | 14        | —         | 160       | 174       | [ 18 ]    | Списання до 2022                                           |
| Airbus A321-200 | 19    | —         | 16        | —         | 180       | 196       | [ 19 ]    | Найстаріші літаки будуть списані до 2022 року              |
| Airbus A321-200 | 19    | —         | 16        | —         | 193       | 209       | [ 20 ]    | Найстаріші літаки будуть списані до 2022 року              |
| Airbus A330-300 | 8     | —         | 45        | 40        | 178       | 263       | [ 21 ]    | Борти мають бути модернізовано в 2020-2022                 |
| Airbus A330-300 | 8     | —         | 32        | 40        | 217       | 289       | [ 24 ]    | Борти мають бути модернізовано в 2020-2022                 |
| Airbus A350-900 | 11    | 8         | 46        | 43        | 208       | 297       | [ 25 ]    | Постачання до 2022. Модернізація з 2020.                   |
| Airbus A350-900 | 11    | 8         | 32        | 42        | 262       | 336       | [ 28 ]    | Постачання до 2022. Модернізація з 2020.                   |
| ATR 72-500      | 12    | —         | —         | —         | 68        | 68        | [ 29 ]    | Всі в оренді Nordic Regional Airlines Модернізація з 2019. |
| ATR 72-500      | 12    | —         | —         | —         | 72        | 72        | [ 31 ]    | Всі в оренді Nordic Regional Airlines Модернізація з 2019. |
| Embraer E190    | 12    | —         | 12        | —         | 88        | 100       | [ 32 ]    | Під орудою Nordic Regional Airlines                        |
| Разом           | 81    | 8         |           |           |           |           |           |                                                            |

## Напрямки
|  | Хаб                |
|  | Сезонні напрямки   |
|  | Чартерні напрямки  |
|  | Майбутні напрямки  |
|  | Припинені напрямки |

| Місто                                    | Країна                   | Континент        | IATA | ICAO | Аеропорт                               | Refs          |
| ---------------------------------------- | ------------------------ | ---------------- | ---- | ---- | -------------------------------------- | ------------- |
| Агадір                                   | Марокко                  | Африка           | AGA  | GMAD | Агадір (аеропорт)                      | [ 33 ]        |
| Аланія                                   | Туреччина                | Азія             | GZP  | LTFG | Газіпаша (аеропорт)                    |               |
| Аліканте                                 | Іспанія                  | Європа           | ALC  | LEAL | Аліканте (аеропорт)                    | [ 34 ]        |
| Амман                                    | Йорданія                 | Азія             | AMM  | OJAI | Амман (аеропорт)                       | [ 35 ]        |
| Амстердам                                | Нідерланди               | Європа           | AMS  | EHAM | Амстердам (аеропорт)                   | [ 34 ]        |
| Анталія                                  | Туреччина                | Азія             | AYT  | LTAI | Анталія (аеропорт)                     | [ 36 ]        |
| Акаба                                    | Йорданія                 | Азія             | AQJ  | OJAQ | Акаба (аеропорт)                       | [ 37 ]        |
| Астана                                   | Казахстан                | Азія             | TSE  | UACC | Астана (аеропорт)                      | [ 38 ]        |
| Афіни                                    | Греція                   | Європа           | ATH  | LGAV | Афіни (аеропорт)                       | [ 34 ]        |
| Багдад                                   | Ірак                     | Азія             | BGW  | ORBI | Багдад (аеропорт)                      | [ 35 ]        |
| Бангкок                                  | Таїланд                  | Азія             | BKK  | VTBS | Бангкок-Суварнабхумі                   | [ 34 ]        |
| Барселона                                | Іспанія                  | Європа           | BCN  | LEBL | Барселона (аеропорт)                   | [ 34 ]        |
| Пекін                                    | Китай                    | Азія             | PEK  | ZBAA | Пекін (аеропорт)                       | [ 34 ]        |
| Берген                                   | Норвегія                 | Європа           | BGO  | ENBR | Берген (аеропорт)                      | [ 34 ]        |
| Берлін                                   | Німеччина                | Європа           | TXL  | EDDT | Берлін-Тегель                          | [ 34 ]        |
| Біарриц                                  | Франція                  | Європа           | BIQ  | LFBZ | Біарриц (аеропорт)                     | [ 34 ]        |
| Біллунн                                  | Данія                    | Європа           | BLL  | EKBI | Біллунн (аеропорт)                     | [ 34 ]        |
| Болонья з 10 квітня 2019                 | Італія                   | Європа           | BLQ  | LIPE | Болонья (аеропорт)                     | [ 39 ]        |
| Бордо з 11 травня 2019                   | Франція                  | Європа           | BOD  | LFBD | Бордо (аеропорт)                       | [ 39 ]        |
| Бостон                                   | США                      | Північна Америка | BOS  | KBOS | Бостон-Логан                           | [ 40 ]        |
| Брюссель                                 | Бельгія                  | Європа           | BRU  | EBBR | Брюссель (аеропорт)                    | [ 34 ]        |
| Бухарест                                 | Румунія                  | Європа           | OTP  | LROP | Бухарест (аеропорт)                    |               |
| Будапешт                                 | Угорщина                 | Європа           | BUD  | LHBP | Будапешт (аеропорт)                    | [ 34 ]        |
| Каїр                                     | Єгипет                   | Африка           | CAI  | HECA | Каїр (аеропорт)                        | [ 35 ]        |
| Канкун                                   | Мексика                  | Північна Америка | CUN  | MMUN | Канкун (аеропорт)                      | [ 41 ]        |
| Картахена                                | Колумбія                 | Південна Америка | CTG  | SKCG | Картахена (аеропорт)                   | [ 37 ]        |
| Ханья                                    | Греція                   | Європа           | CHQ  | LGSA | Ханья (аеропорт)                       | [ 34 ]        |
| Чикаго                                   | США                      | Північна Америка | ORD  | KORD | Чикаго-О'Хара                          | [ 34 ]        |
| Чунцін                                   | Китай                    | Азія             | CKG  | ZUCK | Чунцін-Цзянбей                         | [ 34 ]        |
| Кельн/Бонн                               | Німеччина                | Європа           | CGN  | EDDK | Кельн/Бонн (аеропорт)                  |               |
| Коломбо                                  | Шрі-Ланка                | Азія             | CMB  | VCBI | Бандаранайке (аеропорт)                | [ 37 ]        |
| Копенгаген                               | Данія                    | Європа           | CPH  | EKCH | Копенгаген (аеропорт)                  | [ 34 ]        |
| Корфу                                    | Греція                   | Європа           | CFU  | LGKR | Корфу (аеропорт)                       | [ 34 ]        |
| Делі                                     | Індія                    | Азія             | DEL  | VIDP | Делі (аеропорт)                        | [ 34 ]        |
| Детройт                                  | США                      | Північна Америка | DTW  | KDTW | Детройт (аеропорт)                     |               |
| Дубай                                    | ОАЕ                      | Азія             | DXB  | OMDB | Дубай                                  | [ 34 ]        |
| Дубай                                    | ОАЕ                      | Азія             | DWC  | OMDW | Дубай-Аль-Мактум                       | [ 34 ]        |
| Дублін                                   | Ірландія                 | Європа           | DUB  | EIDW | Дублін (аеропорт)                      | [ 34 ]        |
| Дубровник                                | Хорватія                 | Європа           | DBV  | LDDU | Дубровник (аеропорт)                   | [ 34 ]        |
| Дюссельдорф                              | Німеччина                | Європа           | DUS  | EDDL | Дюссельдорф (аеропорт)                 | [ 34 ]        |
| Единбург                                 | Велика Британія          | Європа           | EDI  | EGPH | Единбург (аеропорт)                    | [ 34 ]        |
| Ейлат                                    | Ізраїль                  | Азія             | VDA  | LLOV | Ейлат-Увда                             | [ 34 ]        |
| Енфіда                                   | Туніс                    | Африка           | NBE  | DTNH | Енфіда (аеропорт)                      | [ 37 ]        |
| Енонтекійо                               | Фінляндія                | Європа           | ENF  | EFET | Енонтекійо (аеропорт)                  |               |
| Фару                                     | Португалія               | Європа           | FAO  | LPFR | Фару (аеропорт)                        | [ 42 ]        |
| Форт-Лодердейл                           | США                      | Північна Америка | FLL  | KFLL | Форт-Лодердейл/Голлівуд (аеропорт)     |               |
| Форталеза                                | Бразилія                 | Південна Америка | FOR  | SBFZ | Форталеза (аеропорт)                   | [ 43 ]        |
| Франкфурт                                | Німеччина                | Європа           | FRA  | EDDF | Франкфурт (аеропорт)                   | [ 34 ]        |
| Фуертевентура                            | Іспанія                  | Європа           | FUE  | GCFV | Фуертевентура (аеропорт)               | [ 34 ]        |
| Фукуока                                  | Японія                   | Азія             | FUK  | RJFF | Фукуока (аеропорт)                     | [ 44 ]        |
| Мадейра                                  | Португалія               | Європа           | FNC  | LPMA | Мадейра (аеропорт)                     | [ 34 ]        |
| Гданськ                                  | Польща                   | Європа           | GDN  | EPGD | Гданськ (аеропорт)                     | [ 34 ]        |
| Женева                                   | Швейцарія                | Європа           | GVA  | LSGG | Женева (аеропорт)                      | [ 34 ]        |
| Гоа                                      | Індія                    | Азія             | GOI  | VOGO | Гоа (аеропорт)                         | [ 45 ] [ 46 ] |
| Гетеборг                                 | Швеція                   | Європа           | GOT  | ESGG | Гетеборг (аеропорт)                    | [ 34 ]        |
| Гуанчжоу                                 | Китай                    | Азія             | CAN  | ZGGG | Гуанчжоу-Байюнь                        | [ 34 ]        |
| Галіфакс                                 | Канада                   | Північна Америка | YHZ  | CYHZ | Галіфакс (аеропорт)                    |               |
| Гамбург                                  | Німеччина                | Європа           | HAM  | EDDH | Гамбург (аеропорт)                     | [ 34 ]        |
| Ханой                                    | В'єтнам                  | Азія             | HAN  | VVNB | Ханой (аеропорт)                       |               |
| Ганновер з 29 квітня 2019                | Німеччина                | Європа           | HAJ  | EDDV | Ганновер (аеропорт)                    | [ 47 ]        |
| Гавана                                   | Куба                     | Північна Америка | HAV  | MUHA | Гавана (аеропорт)                      | [ 46 ]        |
| Гельсінкі                                | Фінляндія                | Європа           | HEL  | EFHK | Гельсінкі (аеропорт)                   | [ 34 ]        |
| Іракліон                                 | Греція                   | Європа           | HER  | LGIR | Іракліон (аеропорт)                    | [ 34 ]        |
| Хошимін                                  | В'єтнам                  | Азія             | SGN  | VVTS | Хошимін (аеропорт)                     | [ 34 ]        |
| Ольгін                                   | Куба                     | Північна Америка | HOG  | MUHG | Ольгін (аеропорт)                      | [ 37 ]        |
| Гонконг                                  | Китай                    | Азія             | HKG  | VHHH | Гонконг (аеропорт)                     | [ 34 ]        |
| Хургада                                  | Єгипет                   | Африка           | HRG  | HEGN | Хургада (аеропорт)                     | [ 34 ] [ 37 ] |
| Ібіца                                    | Іспанія                  | Європа           | IBZ  | LEIB | Ібіца (аеропорт)                       | [ 34 ]        |
| Стамбул                                  | Туреччина                | Європа           | IST  | LTBA | Стамбул-Ататюрк                        | [ 48 ]        |
| Інсбрук                                  | Австрія                  | Європа           | INN  | LOWI | Інсбрук (аеропорт)                     | [ 34 ]        |
| Івало                                    | Фінляндія                | Європа           | IVL  | EFIV | Івало (аеропорт)                       | [ 34 ]        |
| Херес-де-ла-Фронтера                     | Іспанія                  | Європа           | XRY  | LEJR | Херес (аеропорт)                       | [ 42 ]        |
| Йоенсуу                                  | Фінляндія                | Європа           | JOE  | EFJO | Йоенсуу (аеропорт)                     | [ 34 ]        |
| Ювяскюля                                 | Фінляндія                | Європа           | JYV  | EFJY | Ювяскюля (аеропорт)                    |               |
| Каяані                                   | Фінляндія                | Європа           | KAJ  | EFKI | Каяані (аеропорт)                      | [ 49 ]        |
| Каунас                                   | Литва                    | Європа           | KUN  | EYKA | Каунас (аеропорт)                      | [ 50 ]        |
| Казань                                   | Росія                    | Європа           | KZN  | UWKD | Казань (аеропорт)                      | [ 34 ]        |
| Кемі/Торніо                              | Фінляндія                | Європа           | KEM  | EFKE | Кемі (аеропорт)                        | [ 34 ]        |
| Київ                                     | Україна                  | Європа           | KBP  | UKBB | Київ-Бориспіль                         |               |
| Кіттіля                                  | Фінляндія                | Європа           | KTT  | EFKT | Кіттіля (аеропорт)                     | [ 34 ]        |
| Коккола                                  | Фінляндія                | Європа           | KOK  | EFKK | Коккола (аеропорт)                     |               |
| Кос                                      | Греція                   | Європа           | KGS  | LGKO | Кос (аеропорт)                         | [ 34 ]        |
| Крабі                                    | Таїланд                  | Азія             | KBV  | VTSG | Крабі (аеропорт)                       | [ 51 ]        |
| Краків                                   | Польща                   | Європа           | KRK  | EPKK | Краків (аеропорт)                      | [ 34 ]        |
| Куопіо                                   | Фінляндія                | Європа           | KUO  | EFKU | Куопіо (аеропорт)                      | [ 34 ]        |
| Куусамо                                  | Фінляндія                | Європа           | KAO  | EFKS | Куусамо (аеропорт)                     | [ 34 ]        |
| Лаксельв                                 | Норвегія                 | Європа           | LKL  | ENNA | Лаксельв (аеропорт)                    |               |
| Лангкаві                                 | Малайзія                 | Азія             | LGK  | WMKL | Лангкаві (аеропорт)                    | [ 37 ]        |
| Лаппеенранта                             | Фінляндія                | Європа           | LPP  | EFLP | Лаппеенранта (аеропорт)                |               |
| Лас-Пальмас-де-Гран-Канарія              | Іспанія                  | Європа           | LPA  | GCLP | Гран-Канарія (аеропорт)                | [ 34 ]        |
| Лісабон                                  | Португалія               | Європа           | LIS  | LPPT | Лісабон (аеропорт)                     | [ 52 ]        |
| Любляна                                  | Словенія                 | Європа           | LJU  | LJLJ | Любляна (аеропорт)                     | [ 34 ]        |
| Лондон                                   | Велика Британія          | Європа           | LGW  | EGKK | Лондон-Гатвік                          | [ 53 ]        |
| Лондон                                   | Велика Британія          | Європа           | LHR  | EGLL | Лондон-Хітроу                          | [ 34 ]        |
| Лос-Анджелес Відновлення 31 березня 2019 | США                      | Північна Америка | LAX  | KLAX | Лос-Анджелес (аеропорт)                | [ 35 ] [ 54 ] |
| Люксембург (місто)                       | Люксембург               | Європа           | LUX  | ELLX | Люксембург (аеропорт)                  | [ 35 ]        |
| Луксор                                   | Єгипет                   | Африка           | LXR  | HELX | Луксор (аеропорт)                      | [ 41 ]        |
| Ліон                                     | Франція                  | Європа           | LYS  | LFLL | Ліон (аеропорт) #                      | [ 55 ]        |
| Мадрид                                   | Іспанія                  | Європа           | MAD  | LEMD | Мадрид (аеропорт)                      | [ 34 ]        |
| Малага                                   | Іспанія                  | Європа           | AGP  | LEMG | Малага (аеропорт)                      | [ 34 ]        |
| Мальме                                   | Швеція                   | Європа           | MMX  | ESMS | Мальме (аеропорт)                      |               |
| Манама                                   | Бахрейн                  | Азія             | BAH  | OBBI | Бахрейн (аеропорт)                     | [ 48 ]        |
| Манчестер                                | Велика Британія          | Європа           | MAN  | EGCC | Манчестер (аеропорт)                   | [ 34 ]        |
| Маргарита (острів)                       | Венесуела                | Південна Америка | PMV  | SVMG | Маргарита (аеропорт)                   | [ 41 ]        |
| Марієгамн                                | Фінляндія                | Європа           | MHQ  | EFMA | Марієгамн (аеропорт)                   |               |
| Марса-Алам                               | Єгипет                   | Африка           | RMF  | HEMA | Марса-Алам (аеропорт)                  | [ 34 ]        |
| Менорка                                  | Іспанія                  | Європа           | MAH  | LEMH | Менорка (аеропорт)                     | [ 34 ]        |
| Маямі                                    | США                      | Північна Америка | MIA  | KMIA | Маямі (аеропорт)                       | [ 34 ]        |
| Міккелі                                  | Фінляндія                | Європа           | MIK  | EFMI | Міккелі (аеропорт)                     |               |
| Мілан                                    | Італія                   | Європа           | MXP  | LIMC | Мілан-Мальпенса                        | [ 34 ]        |
| Мінськ                                   | Білорусь                 | Європа           | MSQ  | UMMS | Мінськ (аеропорт)                      | [ 56 ]        |
| Момбаса                                  | Кенія                    | Африка           | MBA  | HKMO | Мої (аеропорт)                         | [ 37 ]        |
| Монреаль                                 | Канада                   | Північна Америка | YMX  | CYMX | Монреаль-Мірабель [T]                  |               |
| Монреаль                                 | Канада                   | Північна Америка | YUL  | CYUL | Монреаль-Трюдо                         | [ 35 ]        |
| Москва                                   | Росія                    | Європа           | SVO  | UUEE | Москва-Шереметьєво                     | [ 34 ]        |
| Мумбай                                   | Індія                    | Азія             | BOM  | VABB | Мумбай (аеропорт)                      | [ 57 ]        |
| Мюнхен                                   | Німеччина                | Європа           | MUC  | EDDM | Мюнхен (аеропорт)                      | [ 34 ]        |
| Мурсія                                   | Іспанія                  | Європа           | MJV  | LELC | Мурсия-Сан-Хав'єр                      | [ 58 ]        |
| Мурманськ                                | Росія                    | Європа           | MMK  | ULMM | Мурманськ (аеропорт)                   |               |
| Мітилена                                 | Греція                   | Європа           | MJT  | LGMT | Мітилена (аеропорт)                    | [ 59 ]        |
| Нагоя                                    | Японія                   | Азія             | NGO  | RJGG | Нагоя-Чюбу                             | [ 34 ]        |
| Нанкін                                   | Китай                    | Азія             | NKG  | ZSNJ | Нанкін-Лукоу                           | [ 60 ]        |
| Неаполь                                  | Італія                   | Європа           | NAP  | LIRN | Неаполь (аеропорт)                     | [ 34 ]        |
| Нью-Йорк                                 | США                      | Північна Америка | JFK  | KJFK | New York-JFK                           | [ 34 ]        |
| Ніцца                                    | Франція                  | Європа           | NCE  | LFMN | Ніцца (аеропорт)                       | [ 34 ]        |
| Нюрнберг                                 | Німеччина                | Європа           | NUE  | EDDN | Нюрнберг (аеропорт)                    |               |
| Охрид                                    | Північна Македонія       | Європа           | OHD  | LWOH | Охрид (аеропорт)                       | [ 42 ]        |
| Осака                                    | Японія                   | Азія             | KIX  | RJBB | Осака-Кансай                           | [ 34 ]        |
| Осло                                     | Норвегія                 | Європа           | OSL  | ENGM | Осло-Гардермуен                        | [ 34 ]        |
| Естерсунд                                | Швеція                   | Європа           | OSD  | ESNZ | Естерсунд (аеропорт)                   | [ 58 ]        |
| Оулу                                     | Фінляндія                | Європа           | OUL  | EFOU | Оулу (аеропорт)                        | [ 34 ]        |
| Пальма-де-Мальорка                       | Іспанія                  | Європа           | PMI  | LEPA | Пальма-де-Мальорка (аеропорт)          | [ 34 ]        |
| Панама (місто)                           | Панама                   | Північна Америка | PTY  | MPTO | Панама (аеропорт)                      | [ 37 ]        |
| Пафос                                    | Кіпр                     | Європа           | PFO  | LCPH | Пафос (аеропорт)                       | [ 34 ]        |
| Париж                                    | Франція                  | Європа           | CDG  | LFPG | Париж-Шарль де Голль Charles de Gaulle | [ 34 ]        |
| Паттая                                   | Таїланд                  | Азія             | UTB  | VTBU | Паттая (аеропорт)                      | [ 41 ]        |
| Петрозаводськ                            | Росія                    | Європа           | PES  | ULPB | Петрозаводськ (аеропорт)               | [ 61 ]        |
| Пхукет                                   | Таїланд                  | Азія             | HKT  | VTSP | Пхукет (аеропорт)                      | [ 34 ]        |
| Піза                                     | Італія                   | Європа           | PSA  | LIRP | Піза (аеропорт)                        | [ 34 ]        |
| Понта-Делгада                            | Португалія               | Європа           | PDL  | LPPD | Понта-Делгада (аеропорт)               | [ 37 ]        |
| Порі                                     | Фінляндія                | Європа           | POR  | EFPO | Порі (аеропорт)                        |               |
| Порту з 21 червня 2019                   | Португалія               | Європа           | OPO  | LPPR | Порту (аеропорт)                       | [ 39 ]        |
| Прага                                    | Чехія                    | Європа           | PRG  | LKPR | Прага (аеропорт)                       | [ 34 ]        |
| Сан-Феліпе-де-Пуерто-Плата               | Домініканська республіка | Північна Америка | POP  | MDPP | Пуерто-Плата (аеропорт)                | [ 62 ]        |
| Пуерто-Вальярта                          | Мексика                  | Північна Америка | PVR  | MMPR | Пуерто-Вальярта (аеропорт)             | [ 46 ]        |
| Пула                                     | Хорватія                 | Європа           | PUY  | LDPL | Пула (аеропорт)                        | [ 34 ]        |
| Ресіфі                                   | Бразилія                 | Південна Америка | REC  | SBRF | Ресіфі-Гуарарапіс                      | [ 63 ]        |
| Рейк'явік                                | Ісландія                 | Європа           | KEF  | BIKF | Рейк'явік (аеропорт)                   | [ 64 ] [ 65 ] |
| Родос                                    | Греція                   | Європа           | RHO  | LGRP | Родос (аеропорт)                       | [ 34 ]        |
| Рига                                     | Латвія                   | Європа           | RIX  | EVRA | Рига (аеропорт)                        | [ 34 ]        |
| Рим                                      | Італія                   | Європа           | FCO  | LIRF | Рим-Ф'юмічіно                          | [ 34 ]        |
| Рованіемі                                | Фінляндія                | Європа           | RVN  | EFRO | Рованіемі (аеропорт)                   | [ 34 ]        |
| Ст Петербург                             | Росія                    | Європа           | LED  | ULLI | Пулково (аеропорт)                     | [ 34 ]        |
| Зальцбург                                | Австрія                  | Європа           | SZG  | LOWS | Зальцбург (аеропорт)                   | [ 34 ]        |
| Сан-Франциско                            | США                      | Північна Америка | SFO  | KSFO | Сан-Франциско (аеропорт)               | [ 34 ]        |
| Санторіні                                | Греція                   | Європа           | JTR  | LGSR | Санторіні (аеропорт)                   | [ 34 ]        |
| Савонлінна                               | Фінляндія                | Європа           | SVL  | EFSA | Савонлінна (аеропорт)                  |               |
| Сіетл                                    | США                      | Північна Америка | SEA  | KSEA | Сіетл-Такома                           | [ 35 ]        |
| Сеул                                     | Південна Корея           | Азія             | ICN  | RKSI | Сеул-Інчхон                            | [ 34 ]        |
| Шанхай                                   | Китай                    | Азія             | PVG  | ZSPD | Шанхай-Пудун                           | [ 34 ]        |
| Скіатос                                  | Греція                   | Європа           | JSI  | LGSK | Скіатос (аеропорт)                     | [ 34 ]        |
| Спліт                                    | Хорватія                 | Європа           | SPU  | LDSP | Спліт (аеропорт)                       | [ 34 ]        |
| Шарджа                                   | ОАЕ                      | Азія             | SHJ  | OMSJ | Шарджа (аеропорт)                      | [ 37 ]        |
| Шарм-ель-Шейх                            | Єгипет                   | Азія             | SSH  | HESH | Шарм-ель-Шейх (аеропорт)               | [ 37 ]        |
| Сінгапур                                 | Сінгапур                 | Азія             | SIN  | WSSS | Сінгапур (аеропорт)                    | [ 34 ]        |
| Софія                                    | Болгарія                 | Європа           | SOF  | LBSF | Софія (аеропорт)                       |               |
| Стокгольм                                | Швеція                   | Європа           | ARN  | ESSA | Стокгольм-Арланда                      | [ 34 ]        |
| Стокгольм                                | Швеція                   | Європа           | BMA  | ESSB | Стокгольм-Бромма                       | [ 34 ]        |
| Штутгарт                                 | Німеччина                | Європа           | STR  | EDDS | Штутгарт (аеропорт)                    | [ 66 ]        |
| Сундсвалль                               | Швеція                   | Європа           | SDL  | ESNN | Сундсвалль (аеропорт)                  |               |
| Таллінн                                  | Естонія                  | Європа           | TLL  | EETN | Таллінн (аеропорт)                     | [ 34 ]        |
| Тампере                                  | Фінляндія                | Європа           | TMP  | EFTP | Тампере (аеропорт)                     |               |
| Тарту                                    | Естонія                  | Європа           | TAY  | EETU | Тарту (аеропорт)                       | [ 34 ]        |
| Тель-Авів                                | Ізраїль                  | Азія             | TLV  | LLBG | Тель-Авів (аеропорт)                   | [ 34 ]        |
| Тенерифе                                 | Іспанія                  | Європа           | TFN  | GCXO | Тенерифе-Північний (аеропорт)          | [ 34 ]        |
| Тенерифе                                 | Іспанія                  | Європа           | TFS  | GCTS | Тенерифе-Південний (аеропорт)          | [ 34 ]        |
| Тиват                                    | Чорногорія               | Europe           | TIV  | LYTV | Тиват (аеропорт)                       | [ 42 ]        |
| Токіо                                    | Японія                   | Азія             | NRT  | RJAA | Токіо-Наріта                           | [ 34 ]        |
| Торонто                                  | Канада                   | Північна Америка | YYZ  | CYYZ | Торонто-Пірсон                         |               |
| Тромсе                                   | Норвегія                 | Європа           | TOS  | ENTC | Тромсе (аеропорт)                      | [ 67 ]        |
| Турку                                    | Фінляндія                | Європа           | TKU  | EFTU | Турку (аеропорт)                       |               |
| Умео                                     | Швеція                   | Європа           | UME  | ESNU | Умео (аеропорт)                        | [ 68 ]        |
| Вааса                                    | Фінляндія                | Європа           | VAA  | EFVA | Вааса (аеропорт)                       |               |
| Валлетта                                 | Мальта                   | Європа           | MLA  | LMML | Мальта (аеропорт)                      | [ 34 ]        |
| Варадеро                                 | Куба                     | Північна Америка | VRA  | MUVR | Варадеро (аеропорт)                    | [ 62 ]        |
| Венеція                                  | Італія                   | Європа           | VCE  | LIPZ | Венеція (аеропорт)                     | [ 34 ]        |
| Верона                                   | Італія                   | Європа           | VRN  | LIPX | Верона (аеропорт)                      | [ 34 ]        |
| Відень                                   | Австрія                  | Європа           | VIE  | LOWW | Відень (аеропорт)                      | [ 34 ]        |
| Вільнюс                                  | Литва                    | Європа           | VNO  | EYVI | Вільнюс (аеропорт)                     | [ 34 ]        |
| Вісбі                                    | Швеція                   | Європа           | VBY  | ESSV | Вісбі (аеропорт)                       | [ 69 ]        |
| Варшава                                  | Польща                   | Європа           | WAW  | EPWA | Варшава-Шопен                          | [ 34 ]        |
| Єкатеринбург                             | Росія                    | Європа           | SVX  | USSS | Кольцово (аеропорт)                    | [ 34 ]        |
| Сіань                                    | Китай                    | Азія             | XIY  | ZLXY | Сіань (аеропорт)                       | [ 34 ]        |
| Цюрих                                    | Швейцарія                | Європа           | ZRH  | LSZH | Цюрих (аеропорт)                       | [ 34 ]        |